# 愛だけは間違いないからね
『愛だけは間違いないからね』（あいだけはまちがいないからね、英題：Love）は、松室政哉の2枚目のアルバム。

## 解説
- 1stアルバム『シティ・ライツ』から約4年ぶりのリリース。
- キャッチコピーは「僕ら 不幸なんて似合わない生き物だ」。
- 規格品番は、UMCA-10090
- 2022年にリリースされたデジタルシングル「大人の階段 駆けおりない？」「いい感じ」「ゆけ。」の3作が円盤初収録となっている。

## 収録内容
CD
1. AS ONE
  - 作詞：金木和也／作曲・編曲：松室政哉
  - 日東リバティCMソング
2. 大人の階段 駆けおりない?
  - 作詞：松室政哉、金木和也／作曲：松室政哉／編曲：Shin Sakiura
  - 2ndデジタルシングル「大人の階段 駆けおりない?」収録
3. 神様のいない街
  - 作詞：金木和也／作曲・編曲：松室政哉
4. サラバ記念日
  - 作詞：松室政哉、金木和也／作曲：松室政哉／編曲：Shin Sakiura
5. いい感じ
  - 作詞：金木和也／作曲：松室政哉／編曲：Shin Sakiura
  - 3rdデジタルシングル「いい感じ」収録
6. 陽だまり
  - 作詞：金木和也／作曲：松室政哉、Shin Sakiura／編曲：Shin Sakiura
7. 出逢いなおし
  - 作詞：金木和也／作曲・編曲：松室政哉
8. dopamine
  - 作詞：金木和也／作曲：松室政哉、Shin Sakiura／編曲：Shin Sakiura
  - スマイルリゾート「2022/23 ウィンターシーズン」CMソング
9. うつけもの
  - 作詞：金木和也／作曲・編曲：松室政哉
10. 夢煩い
  - 作詞：金木和也／作曲・編曲：松室政哉
11. 愛だけは間違いないからね
  - 作詞：金木和也／作曲・編曲：松室政哉
  - BS松竹東急土曜ドラマ「かりあげクン」主題歌
12. ゆけ。
  - 作詞：金木和也／作曲・編曲：松室政哉
  - 4thデジタルシングル「ゆけ。」収録
  - テレビ朝日系木曜ドラマ「六本木クラス」挿入歌

DVD
- 「Matsumuro Seiya Tour 2021 “Touch”」2021.7.12東京・duo MUSIC EXCHANGE

1. Touch
2. どんな名前つけよう
3. 毎秒、君に恋してる
4. Eternal
5. Cube
6. マーマレードジャム
7. Fade out
8. にらめっこ
9. PUZZLE
10. hanbunko
11. 海月
12. 神様のいない街
13. 今夜もHi-Fi
14. My Hero
15. 踊ろよ、アイロニー
16. ai
17. ハジマリノ鐘
18. オレンジ（アンコール）
19. ラストナンバー（アンコール）

## 演奏
CD
- 松室政哉
  - Vocal, Chorus
  - Other Instruments (#1.3.7.9-12)
  - Acoustic Guitar (#3)
- 坂本暁良
  - Drums (#1)
- 村石雅行
  - Drums (#3)
- 伊吹文裕
  - Drums (#12)
- 佐藤慎之介 (ZION)
  - Bass (#1)
- 山口寛雄
  - Bass (#3)
- 須藤優
  - Bass (#12)
- 外園一馬
  - Acoustic Guitar, Electric Guitar (#1)
- yas Nakajima
  - Acoustic Guitar, Electric Guitar (#12)
- 須原杏ストリングス
  - Strings (#12)
- 半田彬倫
  - Piano (#12)
- 浦清英
  - Wurlitzer (#3)
- 吉岡悠歩、結城賢吾、増村エミコ、黎一朗、若島史佳、谷口綾、AKARI、Melody Chubak、SAK.
  - Gospel Choir (#11)
- 金木和也
  - Chorus (#3)
- Shin Sakiura
  - Other Instruments (#2.4-6.8)

DVD
- 松室政哉
  - Vocal, Acoustic Guitar, Electric Guitar
- 伊吹文裕
  - Drums
- 佐藤慎之介 (ZION)
  - Bass
- 外園一馬
  - Guitars
- 須原杏
  - Violin, Keyboards
- 半田彬倫
  - Keyboards